# Кэмпбелл, Эрика
Э́рика Ро́уз Кэ́мпбелл (англ. Erica Rose Campbell; 12 мая 1981, Дирфилд, Нью-Хэмпшир, США) — американская фотомодель, актриса.

## Карьера
В своей карьере Эрика Кэмпбелл никогда не принимала участие в откровенных порно или лесбийских сценах, в основном снималась одна.
В период с 2002 по 2005 год наиболее активно участвует в фотосессиях для различных веб-сайтов, в том числе и её собственного ClubEricaCampbell.com (более не существует).
Эрика Кэмпбелл — модель года журнала Плэйбой (Playboy) в 2005-м. Также в 2003 году признана победительницей Mystique Magazine Model Safari.
Ей также принадлежат звания «Кибер Девочки недели Playboy.com’s» в течение первой недели июня 2006, «Кибер Девочка месяца» на октябрь 2006 и «Киска месяца Пентхауса» на апрель 2007.

## Фильмография
- Toe Teasers (2001)
- Erica’s Debut (2001)
- Hot Body Competition: Naughty Nurses Contest (2002)
- Captives of Crime (2002)
- Ties of Friendship (2002)
- Seven Sexy Strugglers (2002)
- Barefoot Enticements (2002)
- Hot Mouths/Wet Toes (2002)
- Pantyhose Pairs (2002)
- Justine (2002)
- Restraint That’s Rare (2003)
- Focus on Toes (2003)
- PPV-672 Erica Campbell Pantyhose (2003)
- Pantyhose Sensations (2003)
- Good Girls Suck Toes! (2004)
- Costume Bondage! (2006)
- Mystical Journeys: The Search for Miss Mystique (2006)
- World’s Sexiest Nude Women (2007)
- Actiongirls.com Volume 4 (2007)
- Actiongirls.com Volume 5 (2008)

## Личная жизнь
11 мая 2008 она объявила через письмо, оставленное на её Веб-сайте, что заканчивает свою карьеру порнозвезды и посвящает себя христианской жизни.
Эрика создала и в настоящее время курирует свой собственный реабилитационный центр для домашних животных.